# Рукин, Николай Михайлович
Никола́й Миха́йлович Руки́н (1820 или 1821 — 25 марта [7 апреля] 1870; Мангышлак; Российская империя) — подполковник русской армии. Участник Хивинского (1839—1840) и Кавказских походов.
Погиб во время экспедиции в степь на полуострове Мангышлак для внедрения новых административных реформ во время восстания адаевцев в 1870 году, повторив при этом ту же ошибку, которую совершил некогда во время Хивинского похода 1717 года капитан Бекович-Черкасский, погибший со своим отрядом при таких же обстоятельствах.

## Биография
Происходил из дворян Оренбургской губернии. Православного вероисповедания. Воспитание получил в Оренбургском Неплюевском военном училище.
6 мая 1839 года вступил в службу унтер-офицером с выслугой трёх месяцев за рядового в Оренбургский линейный № 5 батальон. В том же году принял участие в Хивинской экспедиции под началом генерал-адъютанта В. А. Перовского. 4 января 1840 года был произведён в портупей-прапорщики, а 13 мая 1841 в прапорщики. 22 сентября того же года был утверждён в должности батальонного адъютанта и состоял в ней до 17 февраля 1844 года. В том же году был прикомандирован к Брестскому пехотному полку, в составе которого принимал участие в боевых действиях против горцев. 2—4 февраля в составе отряда полковника Рихтера участвовал в наступательных действиях против темиргаевцев. 13 апреля 1846 года был командирован в Оренбургский Неплюевский кадетский корпус «для понесения службы», а 17 октября переведён из Оренбургского линейного № 5 в № 1 батальон. 16 июля 1848 года был переведён в запасной батальон Ладожского егерского полка (прибыл в него 3 декабря). 4 апреля следующего года произведён в поручики.
10 апреля 1850 года назначен исполняющим должность бригадного адъютанта резервной бригады 4-й пехотной дивизии. В связи с роспуском в том же году запасных батальонов 20 декабря был переведён в резервный батальон Ладожского егерского полка. 6 октября 1851 года, по рассортированию резервных батальонов, зачислен в Ладожский егерский полк, а 15 ноября переведён в Оренбургский линейный № 2 батальон (прибыл в него 16 января 1852 г.). С 17 апреля 1852 по 13 февраля 1853 год исполнял должность батальонного адъютанта. 23 июля 1852 года был произведён в штабс-капитаны с переводом в Оренбургский линейный № 5 батальон. 15 мая 1853 года назначен плац-адъютантом Орской крепости. 17 июня 1856 года был переведён в Оренбургский линейный № 2 батальон. 20 июня следующего года получил чин капитана, а 28 июня назначен исполняющим должность Орского плац-майора.
С 6 февраля 1858 года — чиновник особых поручений при командующем Сыр-Дарьинской линией (в 1865 г. преобразована в Туркестанскую область, а в 1867 в Туркестанское генерал-губернаторство) полковнике Н. А. Верёвкине с оставлением по армейской пехоте. 22 сентября 1861 года произведён в майоры, а 21 августа 1864 — в подполковники. В 1869 году возглавлял экспедиционные отряды против казахских повстанцев, выступавших против введения новых реформ в Тургайской и Уральской областях. В 1870 году был назначен Мангышлакским приставом и направлен в Александровский форт, для введения на Мангышлаке Временного положения.

## Гибель
15 марта 1870 года Николай Рукин с конной полусотней уральских казаков численностью в 43 человека выступил из Александровского форта. Несмотря на заверения местных биев, предостерегавших его от столь рискованной экспедиции, так как восстание охватило уже бо́льшую часть Мангышлака, Рукин с уверенностью, что полсотни казаков будет вполне достаточно, чтобы «наказать мятежников» и внедрить новое административное положение.
Однако 22 марта отряд Рукина был окружён несколькими сотнями повстанцев. После перестрелки отряд, повернув обратно, вышел к горному кряжу Актау, за которым находился Александровский форт. Однако к тому времени к повстанцам присоединилась новая партия, пришедшая с полуострова Бузачи и заняла ущелье. Общая численность Адайцев уже доходила до 5 тысяч человек. Русский отряд по приказу Рукина бросили палатки, продовольствие, верблюдов, верховых лошадей и, взобравшись на уступ горы, расположился на ночлег. Адайцы в свою очередь, разложив огни, ездили кругом.
На утро Рукин вступил с Адайским предводителем сардарем Исой Тленбаевым в переговоры. Последний потребовал, чтобы весь русский отряд разоружился, и только в этом случае он пропустит его обратно в форт, даже вернув при этом отряду всех его лошадей и верблюдов. Казаки наотрез отказались выполнять эти требования, однако Рукин в жёсткой приказной форме настоял на выполнении требований сардаря. Казаки смирились и, попрощавшись друг с другом, сложили оружие. Сразу после этого по условному сигналу Тленбаева из засады выскочили вооружённые Адаевцы и набросились на казаков. Некоторые из числа последних, припрятав шашки в шароварах, оказали упорное сопротивление, но были изрублены или с тяжёлыми ранениями захвачены в плен. Рукин, осознав свою ошибку, выхватил свой револьвер и застрелился. В тот момент, когда он падал, к нему успел подскочить Тленбаев, который шашкой разрубил ему голову.
С головы Рукина был снят скальп и вместе с его лошадью отправлен к хивинскому хану Мухаммад-Рахиму.

## Чинопроизводство
- вступил в службу (06.05.1839) — унтер-офицером с выслугой 3 месяцев за рядового.
- портупей-прапорщик (04.01.1840)
- прапорщик (13.05.1841)
- подпоручик (06.10.1843)
- поручик (04.04.1849)
- штабс-капитан (23.07.1852)
- капитан (20.06.1857)
- майор (22.09.1861)
- подполковник (21.08.1864)

## Награды
| Ордена - Орден Святого Станислава 3-й степени (17.11.1858) - Орден Святой Анны 3-й степени с мечами (1862) - Орден Святого Владимира 4-й степени с бантом «25 лет» (1865) | Медали - Светло-бронзовая медаль «В память войны 1853—1856» |

## Семья
Женат 2-м браком на Ираиде, дочери чиновника Антипа Новикова.
Дети
- Михаил (род. 25.05.1858)
- Мария (род. 11.12.1859)